# Andriej Wasiluk
Andriej Romanowicz Wasiluk, ros. Андрей Романович Василюк (ur. ? we wsi Zdzitów w obwodzie brzeskim, zm. w 1956 roku w Brześciu) – rosyjski, a następnie radziecki pedagog.
Ukończył seminarium pedagogiczne, po czym był nauczycielem w jednej ze szkół wiejskich w ujeździe bierezowskim. Następnie ukończył studia w instytucie pedagogicznym w Witebsku. Jako uczeń szkoły kolejowej w Brześciu, po wybuchu I wojny światowej, został ewakuowany wraz z kadrą nauczycielską i uczniami do Moskwy. Tam rozpoczął studia wieczorowe w instytucie archeologicznym. Po rewolucji bolszewickiej 1917 roku powrócił do Brześcia, gdzie w okresie międzywojennym był dyrektorem szkoły podstawowej przy gimnazjum rosyjskim. Występował osobiście w szkolnych przedstawieniach teatralnych. Po zakończeniu II wojny światowej ponownie uczył w jednej z brzeskich szkół podstawowych.